# Велика Вулька
Велика Вулька (пол. Wielka Wólka, нім. Groß Wolka) — село в Польщі, у гміні Біскупець Новомейського повіту Вармінсько-Мазурського воєводства.
У 1975-1998 роках село належало до Торунського воєводства.